# فرودگاه منطقه‌ای سبرینگ
فرودگاه منطقه‌ای سبرینگ (به انگلیسی: Sebring Regional Airport) (به زبان بومی: Hendricks AAF) یک فرودگاه همگانی با کد یاتا SEF است که یک باند فرود آسفالت دارد و طول باند آن ۱۴۳۳ متر است. این فرودگاه در کشور ایالات متحده آمریکا قرار دارد و در ارتفاع ۱۹ متری از سطح دریا واقع شده است.